# Дієґо Веронельї
Дієґо Веронельї (ісп. Diego Veronelli; нар. 5 грудня 1979) — колишній аргентинський тенісист.
Найвищу одиночну позицію світового рейтингу — 165 місце досяг 12 січня 2004, парну — 171 місце — 21 червня 2004 року.

## Фінали турнірів ATP за кар'єру

### Парний розряд: 1 (0–1)
| Результат | В-П | Дата     | Турнір                  | Покриття | Партнер         | Суперники                     | Рахунок            |
| --------- | --- | -------- | ----------------------- | -------- | --------------- | ----------------------------- | ------------------ |
| Поразка   | 0–1 | Лют 2004 | Буенос-Айрес, Аргентина | Ґрунт    | Федеріко Бровне | Лукас Арнольд Кер Маріано Худ | 5–7, 7–6(7–2), 4–6 |